# Toyota Noah
Der Toyota Noah, Toyota Voxy und Toyota Esquire sind achtsitzige Vans mit zwei Schiebetüren, die von Toyota in Japan für den Verkauf nur in Asien gebaut werden. Ein Fünfsitzer (ohne die hinterste Sitzbank) ist ebenfalls erhältlich (YY Grade). Der Noah ersetzte den Toyota TownAce Noah und der etwas einfacher ausgestattete Voxy den Toyota LiteAce Noah.

## Toyota Noah/Voxy, R60G (2001–2007)
Herausgebracht wurde der Noah/Voxy R60G 2001 und reihte sich in die Toyota-Modellpalette unterhalb der Modelle Estima und Alphard, aber oberhalb des Sienta ein. Daher sind seine Konkurrenten der Honda StepWGN und der Nissan Serena. Der Noah bot die beste Motorleistung in seiner Klasse. Sein 2,0 l-R4-Motor mit Direkteinspritzung (AAZ-FE) lieferte 113 kW (155 PS) bei 6000/min und 192 Nm bei 4000/min, damit beschleunigte das Fahrzeug in 9,8 Sekunden von 0 auf 100 km/h und erreichte eine Höchstgeschwindigkeit von 175 km/h. Auch sein Handling und sein Fahrverhalten waren gegenüber dem Vorgänger verbessert.

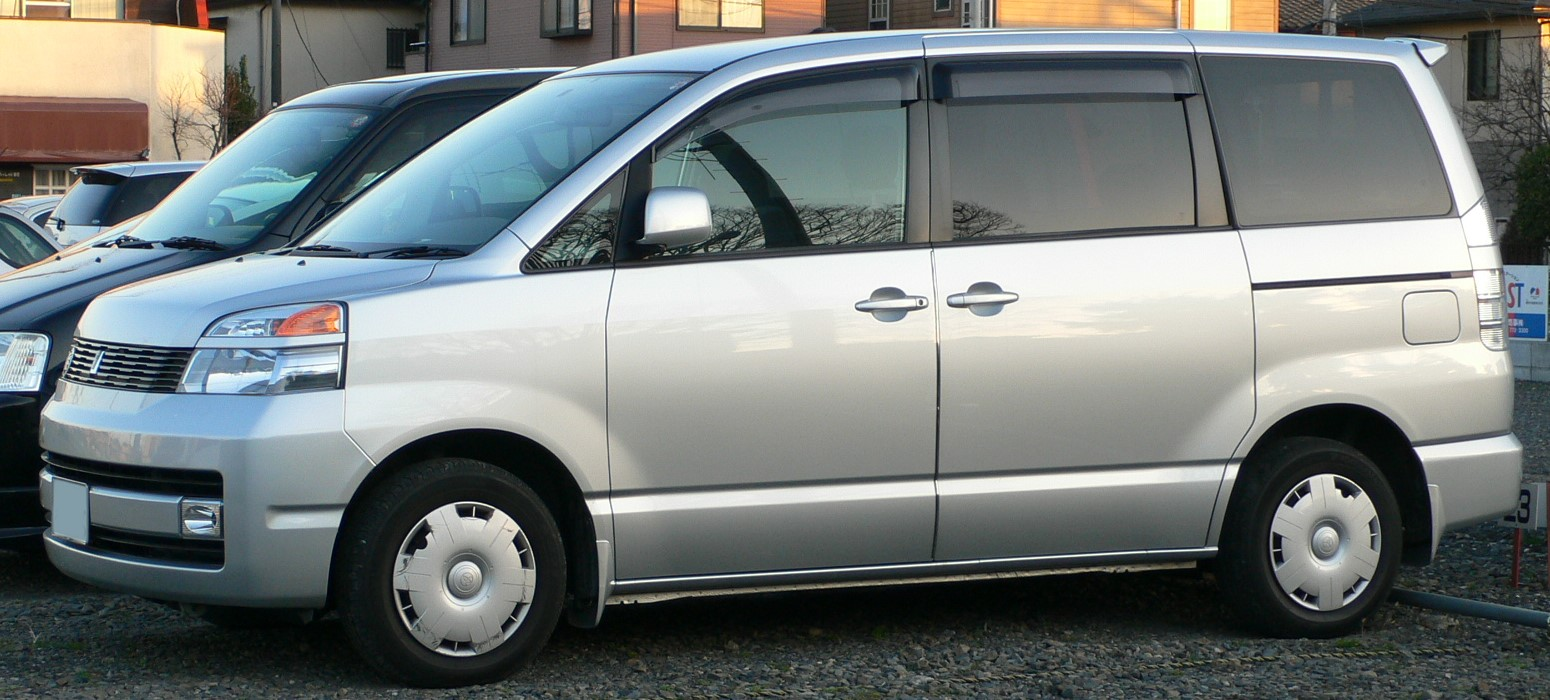
Toyota Voxy 2001–2004
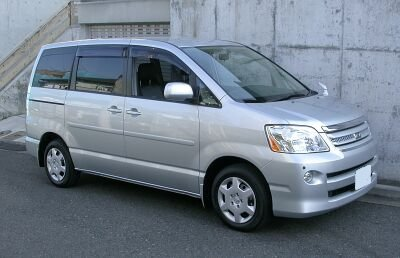
Toyota Noah 2004–2007
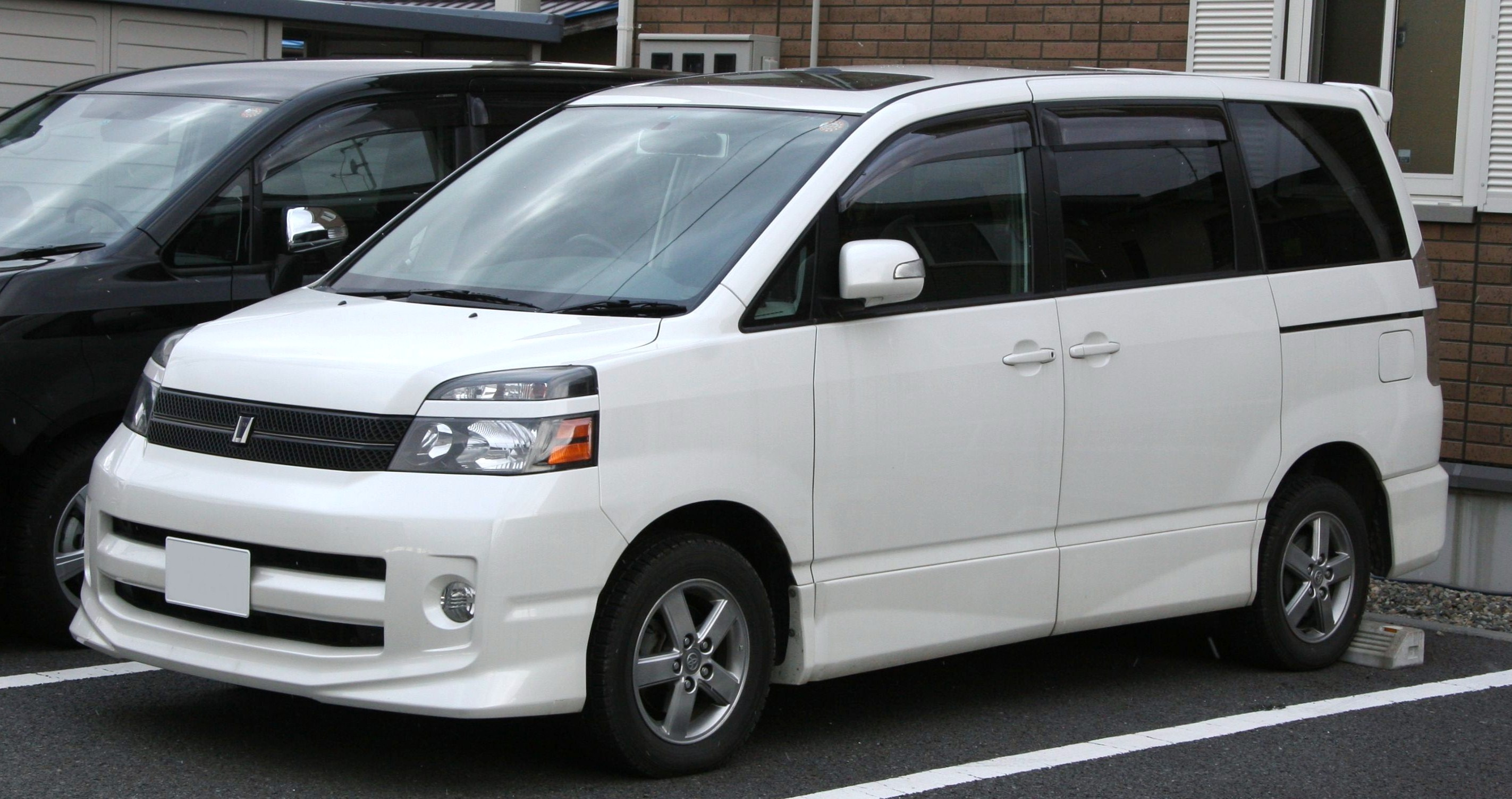
Toyota Voxy 2004–2007

## Toyota Noah/Voxy, R70G (2007–2013)
Die zweite Generation des Noah wurde 2007 vorgestellt. Diese Version hat einen 2,0-l-Reihenvierzylindermotor mit Direkteinspritzung und ein stufenloses Automatikgetriebe (CVT). Serienmäßig ist sie mit Frontantrieb ausgestattet, auf Wunsch gibt es aber auch Allradantrieb. Im Modelljahr 2007 wurden für die in Japan ausgelieferte Version das Toyota-Navigationssystem G-BOOK und Telematik als Sonderausstattung angeboten.

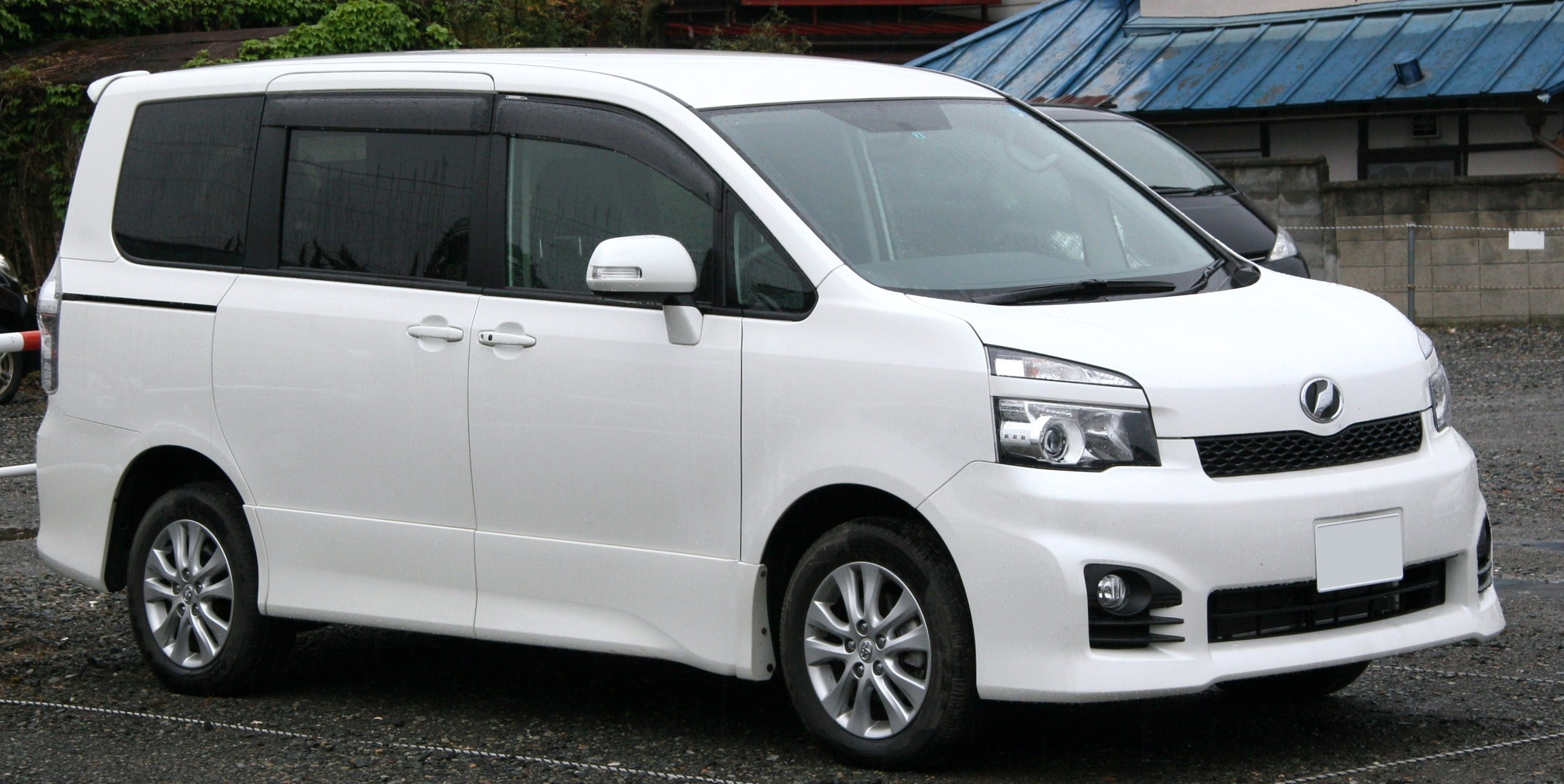
Toyota Voxy 2010–2013
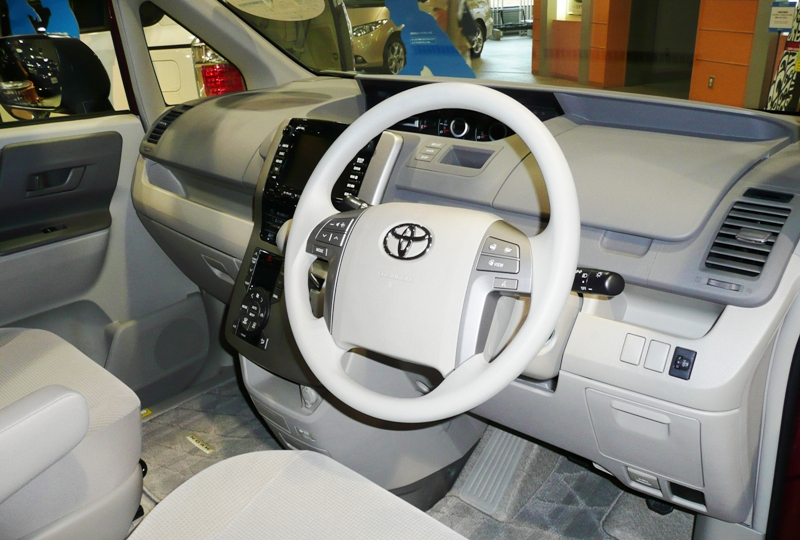
Armaturenbrett
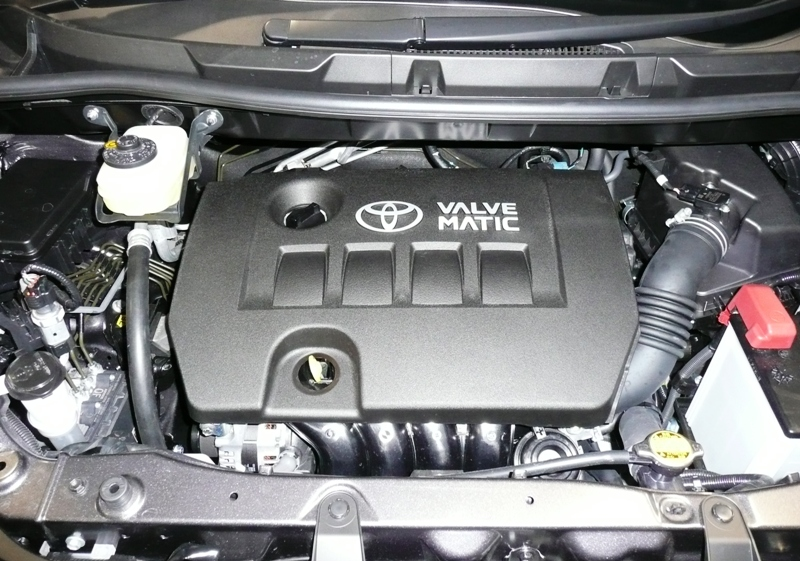
Motor
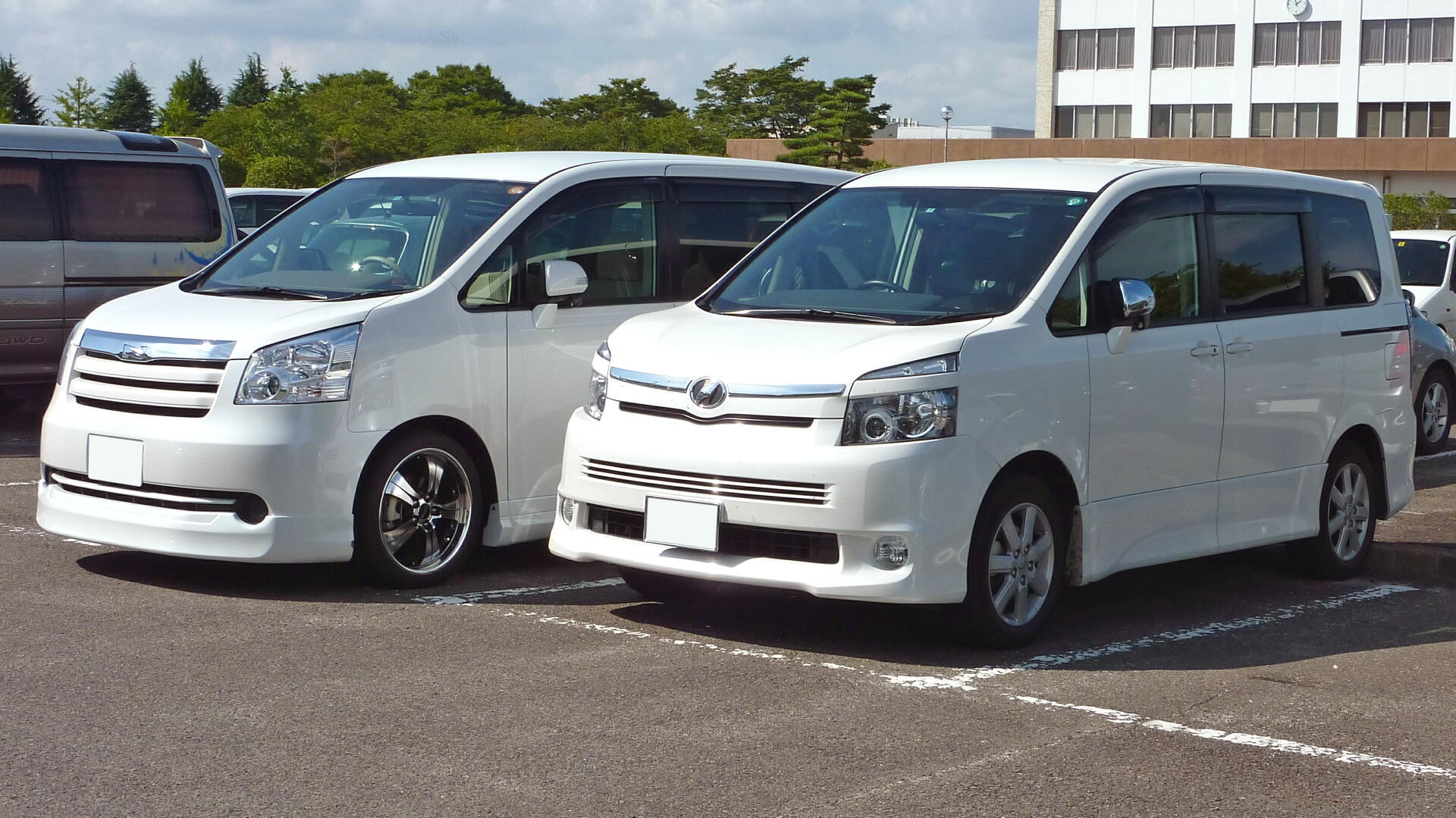
Noah und Voxy 2007–2010

## Toyota Noah/Voxy, R80 (2014–2022)
Die dritte Generation wird seit Januar 2014 verkauft. 2017 erhielt das Fahrzeug eine Überarbeitung. Außerdem wurde eine Gazoo-Racing-Variante eingeführt.

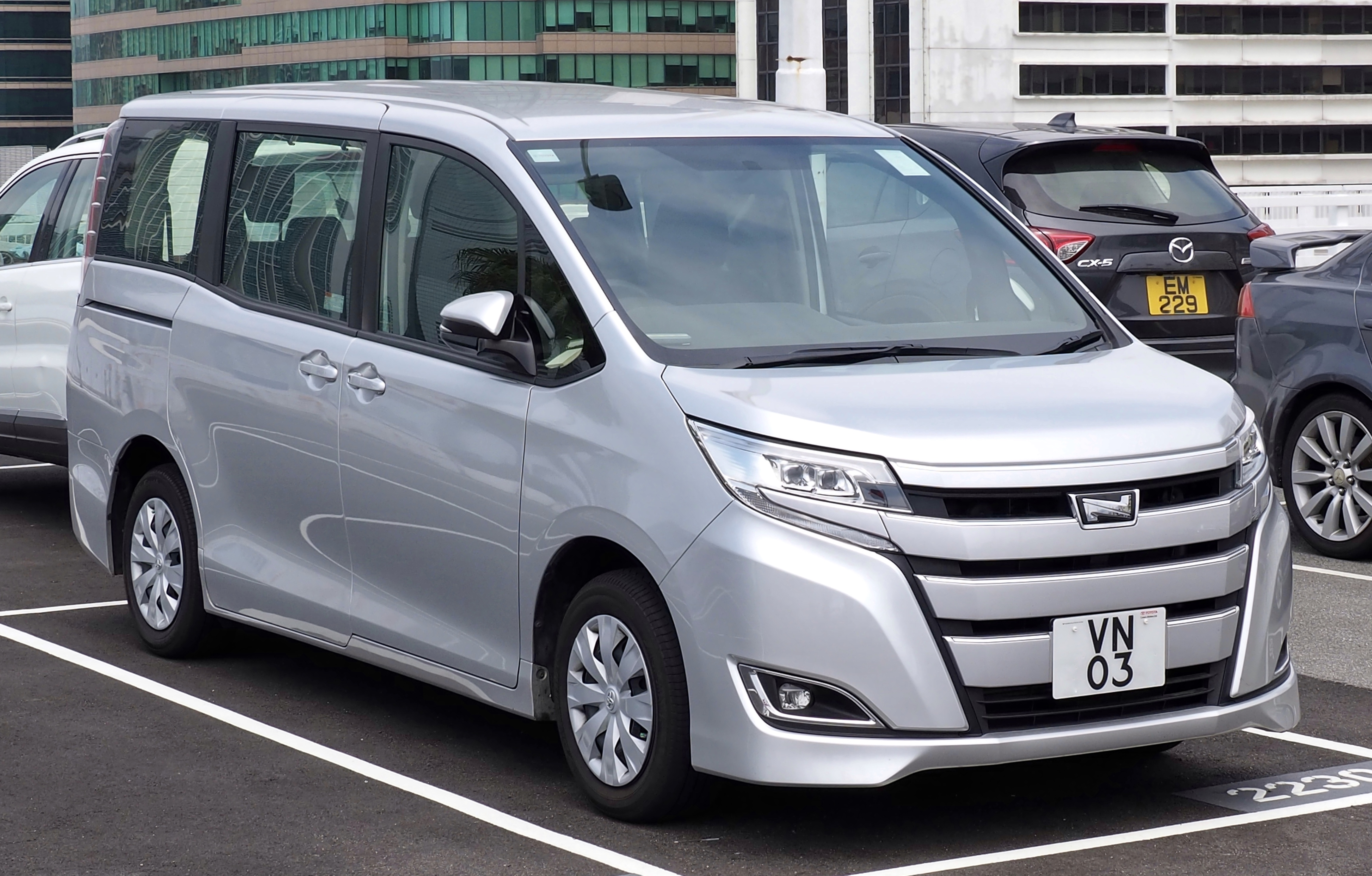
Toyota Noah (2017–2022)

## Toyota Noah/Voxy, R90 (seit 2022)
Im Januar 2022 präsentierte Toyota die vierte Generation der Baureihe. Fortan baut sie auf der GA-C-Skalierung der Toyota New Global Architecture auf. Die vierte Generation des Suzuki Landy basiert fortan auf dem Noah und nicht mehr auf dem Nissan Serena. Sie wurde im Juli 2022 präsentiert.